# Koloniale Reichsarbeitsgemeinschaft
Die Koloniale Reichsarbeitsgemeinschaft (Korag) war ein im September 1922 gegründeter Dachverband von unterschiedlichen kolonialrevisionistischen Organisationen in der Weimarer Republik.
An der Gründungsversammlung nahmen Vertreter von 14 kolonialrevisionistischen Vereinigungen teil. Dort wurde ein dreiköpfiges Präsidium etabliert, dem Theodor Seitz (Deutsche Kolonialgesellschaft), Georg Maercker (Deutscher Kolonialkriegerbund) und Albert Hahl (Reichsverband der Kolonialdeutschen und Kolonialinteressierten) angehörten. Allerdings wurde keine straffe Organisation mit einer festen Aufgabenverteilung geschaffen, sondern die Korag blieb in der Folgezeit „eine lose Vereinigung der kolonialen Verbände“.
Im Zuge der Gleichschaltung der Kolonialbewegung im Dritten Reich wurde die Korag aufgelöst und im Jahr 1936 in den neugegründeten Reichskolonialbund (RKB) überführt.